# The Reefs Hotel & Club
El The Reefs Hotel & Club ( comúnmente conocido como The Reefs) es un lujoso hotel resort de cuatro estrellas en la parroquia Southampton, en las Bermudas, situado al lado del Resort Sonesta Beach y no lejos del Faro Gibbs Hill.  Es considerado uno de los mejores hoteles en el Caribe y el Atlántico por prestigiosas publicaciones como Condé Nast Traveler y Travel + Leisure. 
Construido alrededor de las ruinas de una casa de campo de 1680 en la bahía Christian, Southampton, y originalmente propiedad de Marmaduke Dando, The Reefs Beach Club, como se le conocía, abrió sus puertas en 1947.